# René Grandjean (football)
Pour les articles homonymes, voir Grandjean.
René Grandjean est un footballeur français né en 1882.

## Carrière
Grandjean évolue au Club français lorsqu'il est appelé pour faire partie de l'équipe olympique de l'USFSA représentant la France au tournoi de football aux Jeux olympiques d'été de 1900 à Paris. Il joue le premier match contre l'Upton Park FC, représentant l'Angleterre. La France sera a posteriori médaillée d'argent, la compétition étant à la base une démonstration.
Grandjean joue à l'Association sportive française lors des saisons 1905–1906 à 1907–1908.

## Palmarès
- Coupe Manier 1900[5]